# Bartolomeo Gandolfi
Bartolomeo Gandolfi (Torria, 13 gennaio 1753 – Roma, 10 maggio 1824) è stato un fisico, chimico e naturalista italiano.

## Biografia
Bartolomeo Gandolfi nacque 13 gennaio 1753 a Torria, in provincia di Imperia. Sua madre si chiamava Maria Caterina, mentre suo padre era Giovanni Bartolomeo Gandolfi. Pur essendo stato battezzato con lo stesso nome del padre, egli si limitò a utilizzare solo il nome Bartolomeo.
Entrò nell'Ordine dei Chierici regolari poveri della Madre di Dio delle scuole pie e fu in seguito inviato a Roma per studiare presso il Collegio Nazareno. Fu probabilmente in questo collegio che Gandolfi poté approfondire le discipline che erano di suo interesse, e cioè la matematica, la fisica e la chimica. Nel 1784 fu chiamato a insegnare filosofia, matematiche e teologia presso lo stesso Collegio Nazareno e in tale occasione innovò profondamente i programmi, introducendo discipline all'epoca poco note come l'analisi matematica. Gandolfi non mancò di proseguire nello studio della fisica, materia sua prediletta, e nel 1792 divenne professore di fisica sperimentale presso l'Università La Sapienza di Roma.
Nel corso della sua vita ebbe una proficua carriera di insegnante e molti dei suoi allievi ottennero ottimi risultati nel campo delle scienze. La sua opera principale è probabilmente il Saggio teorico-pratico sopra gli ulivi, l'olio e i saponi (1793), in cui espone alcune nozioni sulle coltivazioni di ulivi e altre piante ottenute durante alcuni suoi viaggi in Italia e in Francia. Di particolare rilevanza sono due mulini a olio costruiti sulla base delle sue indicazione. Uno era destinato al principe Andrea Doria Pamphilj (a Tivoli), mentre l'altro era destinato all'avvocato Paolo Borsari (a Frascati). Entrambi utilizzavano un ingegnoso sistema di riduzione dell'attrito; il primo era mosso dalla forza dell'acqua, mentre il secondo, pur essendo ad attrito ridotto, si distingueva dal secondo solo per la presenza di animali da soma al posto della forza dell'acqua come forza motrice.
Secondo alcune fonti, Gandolfi era anche noto per la sua morigeratezza e pretendeva che anche i suoi studenti fossero moralmente irreprensibili. Continuò a insegnare fino all'anno 1819, allorché fu sostituito dal suo ex-studente Saverio Barlocci e morì a Roma il 10 maggio 1824.

### L'incontro con Cagnazzi
Luca de Samuele Cagnazzi nella sua autobiografia racconta di aver incontrato "P. Gandolfi delle Scuole Pie", che non aveva mai incontrato prima e "concosceva per lettere". Cagnazzi lo definisce un "illustre Fisico" e, durante l'incontro, Cagnazzi fece conoscere e donò a Gandolfi una pila di Volta di piccole dimensioni. Lo stesso Cagnazzi afferma che ne fece realizzare un'altra a Napoli, dove era ancora sconosciuta, e la regalò a Giuseppe Saverio Poli.

## Incarichi
- Religioso dell'Ordine dei Chierici regolari poveri della Madre di Dio delle scuole pie
- Professore di filosofia, matematiche e teologia presso il Collegio Nazareno di Roma (1784 - ?)
- Professore di fisica sperimentale all'Università La Sapienza di Roma (1792 - ?)

## Opere
- A Monsignore D. Stanislao Sanseverino sulle cagioni del tremuoto, Roma, Giovanni Zempel, 1787.
- Saggio teorico-pratico sopra gli ulivi, l'olio e i saponi, 1793.
- A sua Eccellenza il signor Principe D. Andrea Doria Pamphilj, Roma, Stamperia di Giovanni Zempel, 1789.
- Acque termali del bagno del sig. senatore Luciano Bonaparte e Fumajuolo, Roma, Vincenzo Poggioli, 1810.